# 第3歩兵師団 (韓国陸軍)
第3歩兵師団（だい3ほへいしだん、朝: 제3보병사단、第三步兵師團）は、大韓民国陸軍の師団の1つ。別名は「白骨部隊」、白骨になるまで戦うという意味である。なお、師団の敬礼口号は「白骨」。

## 歴史
第3師団の始まりは1947年12月1日に釜山で編成された第3旅団で、1949年5月12日に師団に発展した。編成時、隷下の部隊は第5連隊、第6連隊、第9連隊であったが、部隊移動によって1950年の時点で第22連隊、第23連隊の2個連隊、および独立報国大隊となっていた。嶺南地区のゲリラ討伐に従事していた。
1950年6月25日、朝鮮戦争が勃発すると隷下の第22連隊をソウルに派遣した。1950年7月、東海岸沿いでアメリカ海軍の支援を受けながら朝鮮人民軍第5師団の侵攻を阻止した。7月下旬、第2次再編計画によって、隷下部隊は第22連隊、第23連隊、機甲連隊に変更され、釜山橋頭堡の戦いで朝鮮人民軍第5師団と交戦した。8月16日、戦車揚陸艦4隻で海上撤退（長沙洞撤収作戦）。9月の慶州の戦いでは、兄山江で人民軍の進攻を阻止した。
1950年10月1日に麾下の第23歩兵連隊が38度線を突破し（この日はのちに国軍の日に指定された）、10日には元山を占領した。1950年12月、中国人民志願軍の攻勢により、城津から撤収した。12月15日、韓国軍第2軍団に隷属し、洪川付近に浸透した朝鮮人民軍と交戦した。
1951年2月、アメリカ軍第10軍団（軍団長：アーモンド少将）に配属。
1951年3月7日、韓国軍第3軍団に配属。
1951年5月、中朝軍の五月攻勢で敗走。第3軍団は解体され、第1軍団に編入された。ヴァンフリート中将による集中訓練計画で、9週間訓練を受けて練度が向上した。
1951年10月19日、アメリカ軍第10軍団に編入され、第5師団の作戦地域（加七峰地域）を引き受けた。
1951年10月27日から31日まで加七峰前方の1052高地と1211高地を攻撃。
1951年11月23日、楊口に移動し、11月27日から1952年1月7日まで教育訓練を実施。
1952年2月、662高地で戦闘。1952年4月5日、再建された第2軍団に編入。
1953年4月13日から作戦地域を第5師団に引き渡し、第8軍予備となって部隊整備を実施。
2020年12月には、韓国政府の「国防改革2.0」により、予下3個歩兵連隊・1個砲兵連隊が旅団に昇格した。

## 編制
- 第18歩兵旅団
- 第22歩兵旅団
- 第23歩兵旅団
- 砲兵旅団
  - 第11砲兵大隊
  - 第71砲兵大隊
  - 第72砲兵大隊
  - 第635砲兵大隊
- 直轄隊
  - 戦車大隊
  - 偵察大隊
  - 工兵大隊
  - 整備大隊
  - 憲兵大隊
  - 情報通信大隊
  - 補給輸送大隊
  - 補充中隊
  - 防空中隊
  - BGM-71 TOW中隊
  - 本部勤務隊
  - 医務勤務隊
  - 化生放支援隊

## 師団長
| 代 | 氏名               | 氏名     | 在任期間               | 出身校・期                   | 前職                         | 後職                               | 備考                                   |
| -- | ------------------ | -------- | ---------------------- | ---------------------------- | ---------------------------- | ---------------------------------- | -------------------------------------- |
| 代 | 漢字/片仮名表記    | 原語表記 | 在任期間               | 出身校・期                   | 前職                         | 後職                               | 備考                                   |
| 1  | 李應俊             | 이응준   | 1947.12.1 - 1948.2.5   | 日本陸士26期 軍事英語学校1期 | 監察総監                     | 第1旅団長                          |                                        |
| 2  | 蔡元凱             | 채원개   | 1948.2.5 - 1949.1.15   | 洛陽講武堂 警士3期           | 第7連隊長                    | 第2旅団長                          |                                        |
| 1  | 崔徳新             | 최덕신   | 1949.1.15 - 6.30       | 中央軍校10期 警士3期         | 陸士校長                     | 第1軍団参謀長                      |                                        |
| 2  | 李應俊             | 이응준   | 1949.6.30 - 1950.1.15  | 陸士26期 軍事英語学校1期     | 陸軍参謀総長                 | 第5師団長                          |                                        |
| 3  | 金白一             | 김백일   | 1950.1.15 - 4.22       | 奉天5期 軍事英語学校1期      | 智異山地区戦闘司令官         | 陸軍本部行政参謀副長               |                                        |
| 4  | 劉升烈             | 유승렬   | 1950.4.22 - 7.10       | 日本陸士26期                 | 第1師団長                    | 慶尚北道編成管区司令官             |                                        |
| 5  | 李俊植             | 이준식   | 1950.7.10 - 8.7        | 雲南陸軍講武堂               | 首都師団長                   | 京仁地区戒厳司令官                 |                                        |
| 6  | 金錫源             | 김석원   | 1950.8.7 - 9.1         | 日本陸士26期                 | 首都師団長                   | 戦時特命検閲部長                   |                                        |
| 7  | 李鍾賛             | 이종찬   | 1950.9.1 - 11.12       | 日本陸士49期                 | 中央訓練所本部長             | 兵器行政本部長 兼歩兵学校長        |                                        |
| 8  | 崔錫               | 최석     | 1950.11.12 - 1951.3.17 | 軍事英語学校                 | 第1訓練所長                  | 陸軍本部前方指揮所長               |                                        |
| 9  | 金鐘五             | 김종오   | 1951.3.17 - 5.23       | 軍事英語学校1期              | 第1軍団参謀長                | 人事局長                           |                                        |
| 10 | 白南権             | 백남권   | 1951.5.23 - 1952.10.10 | 軍事英語学校                 | 首都師団副師団長             | 陸軍歩兵学校校長                   |                                        |
| 11 | 林善河             | 임선하   | 1952.10.10 - 1953      | 軍事英語学校1期              | 陸軍歩兵学校校長             | ？                                 |                                        |
| 12 | 申應均             | 신응균   | 1953 - 1954.6          | 日本陸士53期                 | 国防部第1局長                | 国連軍総司令部派遣韓国連絡将校団長 |                                        |
| 13 | 丁來赫             | 정래혁   | 1954.6 - 1954.8        | 日本陸士58期 陸士7期         | 副師団長                     | 歩兵学校長                         |                                        |
| 14 | 李喜権             | 이희권   | 1954.8 - 1957.8        | 軍英1期                      | 第9師団長                    | 陸軍大学入学                       |                                        |
| 15 | 金相福             | 김상복   | 1957 1959.6.2          | 軍英1期                      | 20師団長                     | 軍事発展局長                       |                                        |
| 16 | 兪義濬             | 유의준   | 1959.6.2 - 1959.12.3   |                              | 国防研究院教習部長           | 陸本付                             | 不祥事により更迭                       |
| 17 | 崔沢元             | 최택원   | 1959.12.3 -            | 警士5期                      | 第26師団長                   | 第1軍団参謀長                      |                                        |
| 18 | 張禹疇             | 장우주   | 1961.3.15 - 1962.7.7   | 陸士3期                      | 国防大学院教授部長           | 国防部企画調整官                   |                                        |
| 19 | 李東和             | 이동화   | 1962                   | 陸士2期                      | 第31師団長                   |                                    |                                        |
| 20 | 曺赫煥             | 조혁환   | - 1966.7.19            | 陸士3期                      | ?                            | 陸軍本部作戦参謀部次長             | 准将                                   |
| 21 | 柳根国             | 유근국   | 1966.7.19 - 1967.7.11  | 陸士6期                      | 2軍人事部長                  | 国防部予備軍局長                   | 准将                                   |
| 22 | 崔哲               | 최철     | 1967.7.11 - 1968       | 陸士5期                      | 砲兵学校長                   | 5管区司令官                        |                                        |
| 23 | 陸章均             | 육장균   | 1968                   | 陸士7期                      | 陸軍士官学校教授部長         | 三士官学校長                       |                                        |
| 24 | オ・イルス         | 오일수   | -1972                  | ？                           | ？                           |                                    |                                        |
| 25 | 朴定仁             | 박정인   | 1972.3 - 1973.4.3      | 陸士6期                      | 蔚山特定地域警備司令官       | 予備役編入                         | 准将、独断で朝鮮人民軍に対し砲撃し更迭 |
| 26 | クァク・ウンチョル | 곽응철   | 1973.4.3-1975          | 陸士8期                      |                              |                                    |                                        |
| 27 | 金洙重             | 김수중   | 1975                   | 陸士9期                      | 首都師団副師団長             | 合同参謀本部作戦局長               |                                        |
| 28 | 権益検             | 권익검   | 1975 - 1977.7          | 陸士10期                     | 保安司参謀                   | 軍事参謀長                         |                                        |
| 29 | オ・チョル         | 오철     | 1977.7 - 1979.9        | 軍需1期                      | 第5軍団参謀長                | 1軍団副軍団長                      |                                        |
| 30 | 朴世直             | 박세직   | 1979.9 - 1980.8.23     | 陸士12期                     | 国防部長官補佐官             | 首都警備司令官                     | ハナフェ                               |
| 31 | 崔寅洙             | 최인수   | 1982-1984              |                              | 陸軍本部秘書室長             | 陸軍本部監察官                     |                                        |
| 32 | 朴益淳             | 박익순   | 1984 - ？              | 陸士16期                     |                              |                                    |                                        |
| 33 | 李起龍             | 이기룡   | ？ - ？                | 陸士17期                     | 第1空輸特戦旅団参謀長        | 予備役？                           | ハナフェ                               |
| 34 | 孫炳翊             | 손병익   | ？ - ？                | 陸士19期                     | ?                            | 合同人事企画参謀部長               |                                        |
| 35 | 具泰道             | 구태도   | ？ - 1992              | 陸士21期                     | ?                            | 予備役？                           | ハナフェ                               |
| 36 | 朴永一             | 박영일   | 1992 - 1993.10         | 陸士22期                     | ?                            | 予備役？                           | ハナフェ                               |
| 37 | 趙永來             | 조영래   | 1993.10 - 1996         | 甲種177期                    | ?                            | 予備役？                           |                                        |
| 38 | 安忠濬             | 안충준   | 1996 - 1997.3.11       | 陸士25期                     | 韓米連合司作戦処長           | 印パPKO司令官                      |                                        |
| 39 | 朴興根             | 박흥근   | 1997.3.11 - 2000       | 陸士26期                     |                              | 陸軍本部監察官                     |                                        |
| 40 | 李成圭             | 이성규   | 2000 - 2001            | 陸士28期                     | ？                           | 韓米連合司作戦処長                 |                                        |
| 41 | 高奇源             | 고기원   | 2001 - 2003.4.29       | 陸士29期                     |                              | 陸軍本部人事運営次長               |                                        |
| 42 | 朴守根             | 박수근   | 2003.4.29 - 2006.11    | 三士4期                      | ?                            | 予備役？                           |                                        |
| 43 | キム・ジョンヘ     | 김종해   | 2005.5.6 - 2006.11     | 陸士32期                     | ?                            | 陸軍歩兵学校長                     |                                        |
| 44 | 金曜煥             | 김요환   | 2006.11 - 2008.11.10   | 陸士34期                     | 合同参謀本部戦費態勢検閲次長 | 陸軍本部情報作戦参謀部長           |                                        |
| 45 | ユ・ヨンジョ       | 유영조   | 2008.11.10 - 2010.6.29 | 陸士36期                     | 統合参謀本部戦力企画部1次長  | 合同参謀本部戦力企画部長           |                                        |
| 46 | 申源湜             | 신원식   | 2010.6.29 - 2011       | 陸士37期                     | 国防政策室政策企画官         | 国防政策室政策企画次長             |                                        |
| 47 | ユン・ワンソン     | 윤완선   | 2011 - 2013.4.25       | 陸士38期                     | 5軍団参謀長                  | 合同軍事大学総長                   |                                        |
| 48 | 金雲龍             | 김운용   | 2013.4.25 - 2015.4.15  | 陸士40期                     | 合同参謀本部海外派遣課長     | 陸軍本部情報作戦参謀部長           |                                        |
| 49 | 南泳臣             | 남영신   | 2015.4.15 - 2017.9     | 学士23期                     | 陸軍学生軍事学校教授部長     | 特殊戦司令官                       |                                        |
| 50 | キム・ヒョンジョン | 김현종   | 2017.9 - 2018.5        | 陸士44期                     | 第3軍団参謀長                | 国家安全保障室国防改革秘書監       |                                        |
| 51 | シン・サンギュン   | 신상균   | 2018.5 - 2020.5.14     | 陸士45期                     |                              | 第2軍参謀長                        |                                        |
| 52 | 孫湜               | 손식     | 2020.5.14 - 2022.6.15  | 陸士47期                     | 陸本計画編制次長             | 国軍の日行事企画団長               |                                        |
| 53 | パク・ジンヒ       | 박진희   | 2022.6.15 - 2024.11    | 三士29期                     | 第３砲兵旅団長               | 砲兵学校校長                       |                                        |
| 54 | チョン・ジェヨル   | 정재열   | 2024.11 - 現           | 陸士52期                     | 国防部国会協力団長           |                                    |                                        |